# SAC Am Albis
Der SAC Am Albis ist eine Zürcher und «Aemtler» (Säuliamt) Sektion des Schweizer Alpen-Clubs und ist mit 1827 Mitgliedern (Stand: Januar 2025) eine mittelgrosse Sektion des Schweizer Alpen-Clubs.

## Geschichte
Die Sektion Am Albis wurde am 26. September 1897 gegründet und hat ihren Hauptsitz in Affoltern am Albis. Namensgeber ist der «Hausberg», die Albis-Bergkette, die zwischen dem Bezirk Affoltern und der Stadt Zürich liegt, den Wohnorten der meisten  Mitglieder. Die Jugendorganisation (JO) wurde 1917 für beide Geschlechter gegründet (ab 1996 SAC-Jugendmitglieder).
Die Treschhütte im Fellital wurde 1922 erworben und ausgebaut. 1947 erfolgte ein Neubau und 1984 sowie 2012 ein Umbau mit Erweiterung. Das Club- und Skihaus Eseltritt auf der Ibergeregg wurde 1933 eingeweiht und in den Jahren 1969 und 1989 umgebaut. Die Bächlitalhütte wurde 1964 nach den Plänen von Jakob Eschenmoser erbaut sowie 1980 und 2000 erweitert. Der Stützpunkt Leis bei Vals GR wurde 1969 eröffnet und von 1972 bis 2015 durch die «Hängelahütte» in Vals Matta abgelöst.
1979 wurden erstmals Frauen in die Sektion aufgenommen. Das Kinderbergsteigen wurde 1988 eingeführt. Der erste Internetauftritt der Sektion Am Albis wurde 1999 ermöglicht. Das Familienbergsteigen wurde 2004 als Teil des Jugendprogramms initiiert. 2013 wurde die Ortsgruppe Zürich (Stadt Zürich) in die Sektion integriert.

## Vereinszeitschrift
1933 erschien erstmals die Mitgliederzeitschrift «Clubnachrichten» SAC Am Albis. Sie erscheint alle drei Monate und berichtet über das Clubleben, die eigenen Hütten, Touren, Veranstaltungen sowie über durchgeführte Touren und Anlässe. Sie wird in einer Auflage von 1500 Exemplaren (Stand 2020) an alle Mitgliederhaushalte, alle anderen SAC-Sektionen sowie an interessierte Personen versandt.

## Hütten
Die Sektion Am Albis betreibt zwei offizielle SAC-Hütten und das Clubhaus Eseltritt.
- 2328 m ü. M  Bächlitalhütte
- 1309 m ü. M  Clubhaus Eseltritt, Ibergeregg
- 1475 m ü. M  Treschhütte

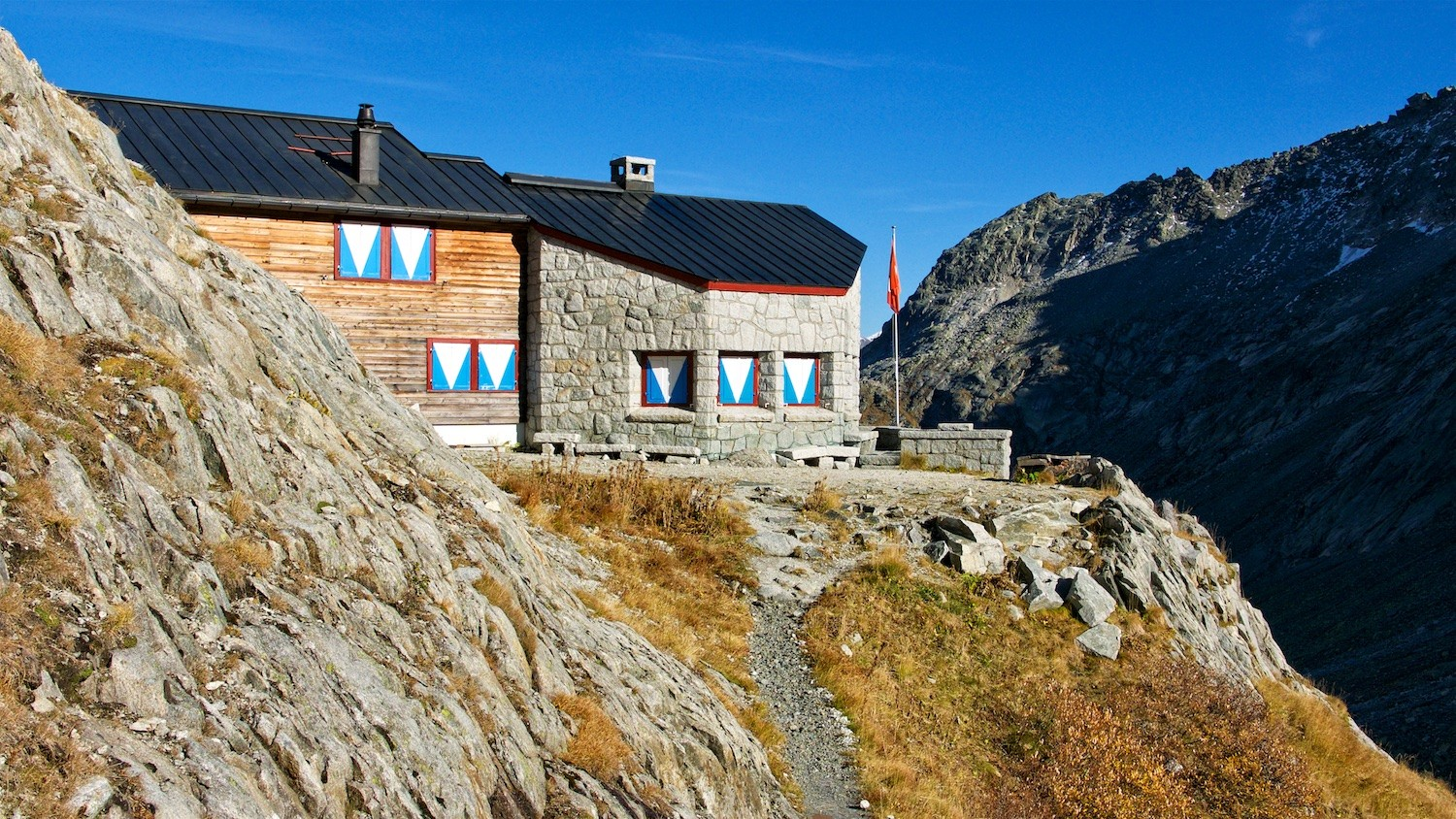
Bächlitalhütte (2015)
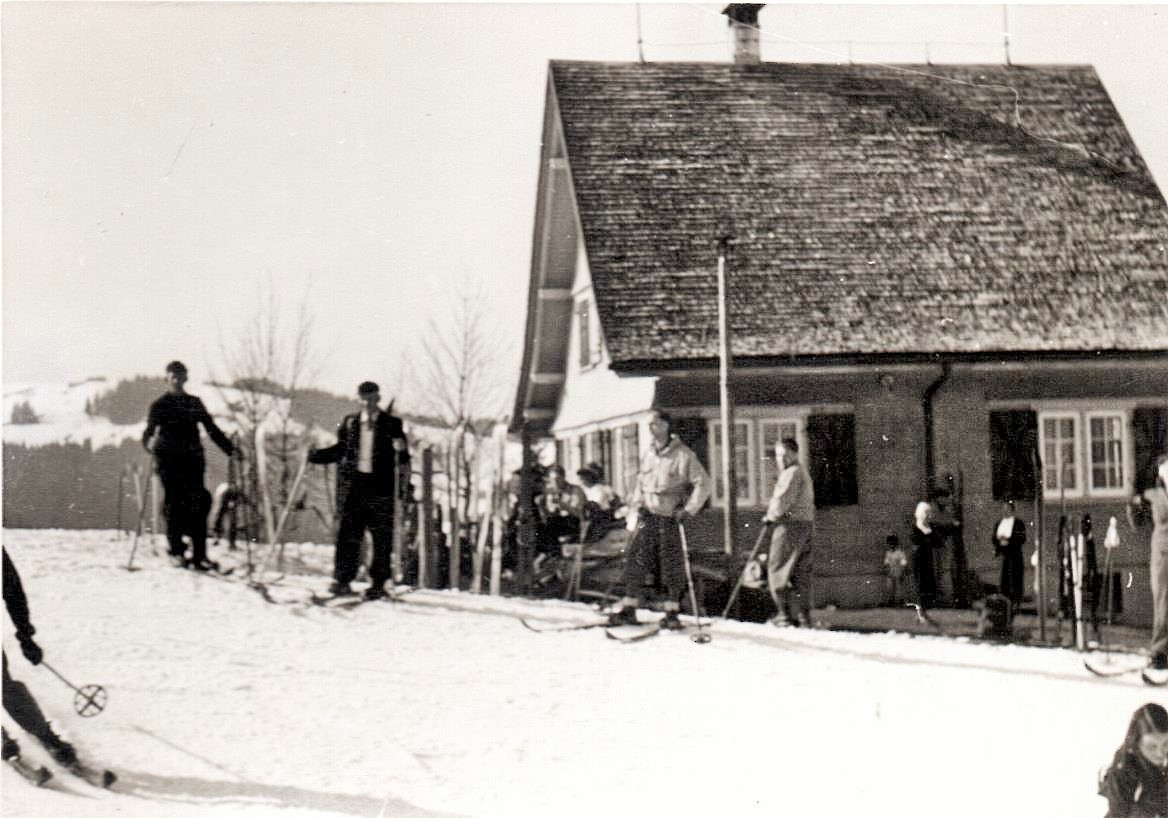
Eseltritt (1941)
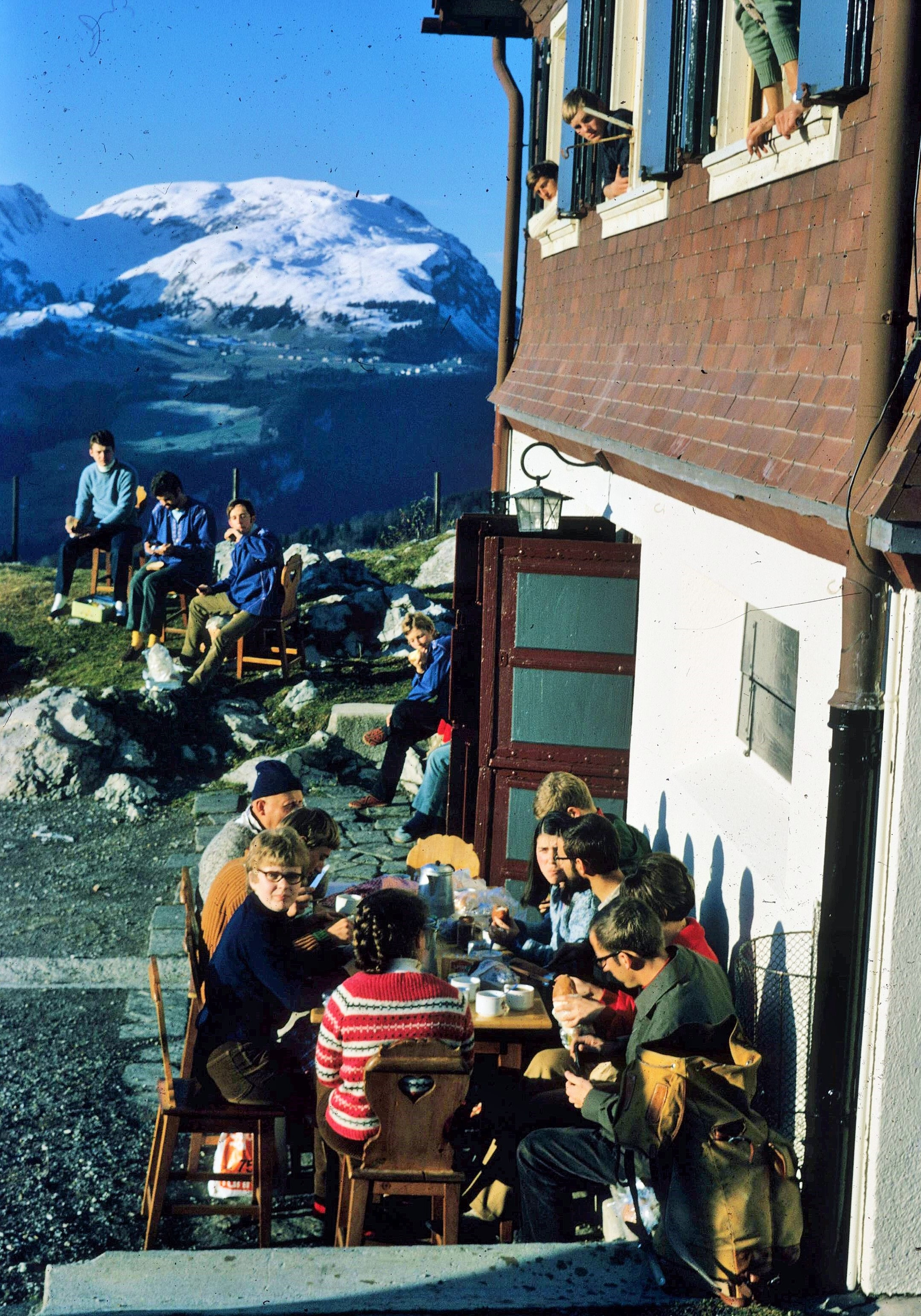
JO Eseltritt (1969)
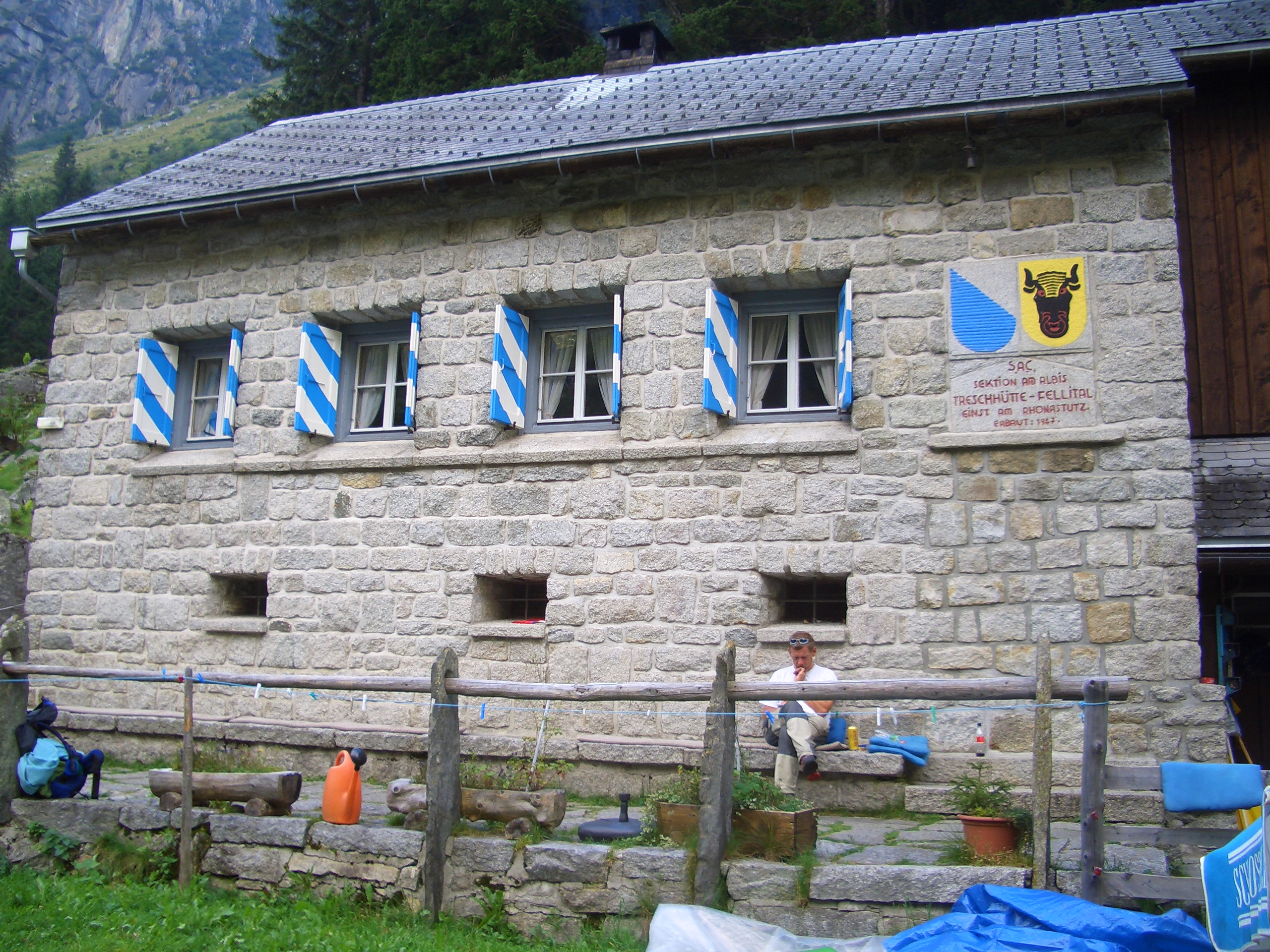
Treschhütte (2005)

| Hauptsitz |

| Bächlitalhütte |

| Clubhaus Eseltritt |

| Treschhütte |